# Ленцен (Елбе)
Ленцен (њем. Lenzen; полап. Лучин) град је у њемачкој савезној држави Бранденбург. Једно је од 26 општинских средишта округа Пригниц. Према процјени из 2010. у граду је живјело 2.453 становника. Посједује регионалну шифру (AGS) 12070244.

## Географски и демографски подаци
Ленцен се налази у савезној држави Бранденбург у округу Пригниц. Град се налази на надморској висини од 19 метара. Површина општине износи 95,8 km². У самом граду је, према процјени из 2010. године, живјело 2.453 становника. Просјечна густина становништва износи 26 становника/km².